# Der Rosselenker (Bremen)

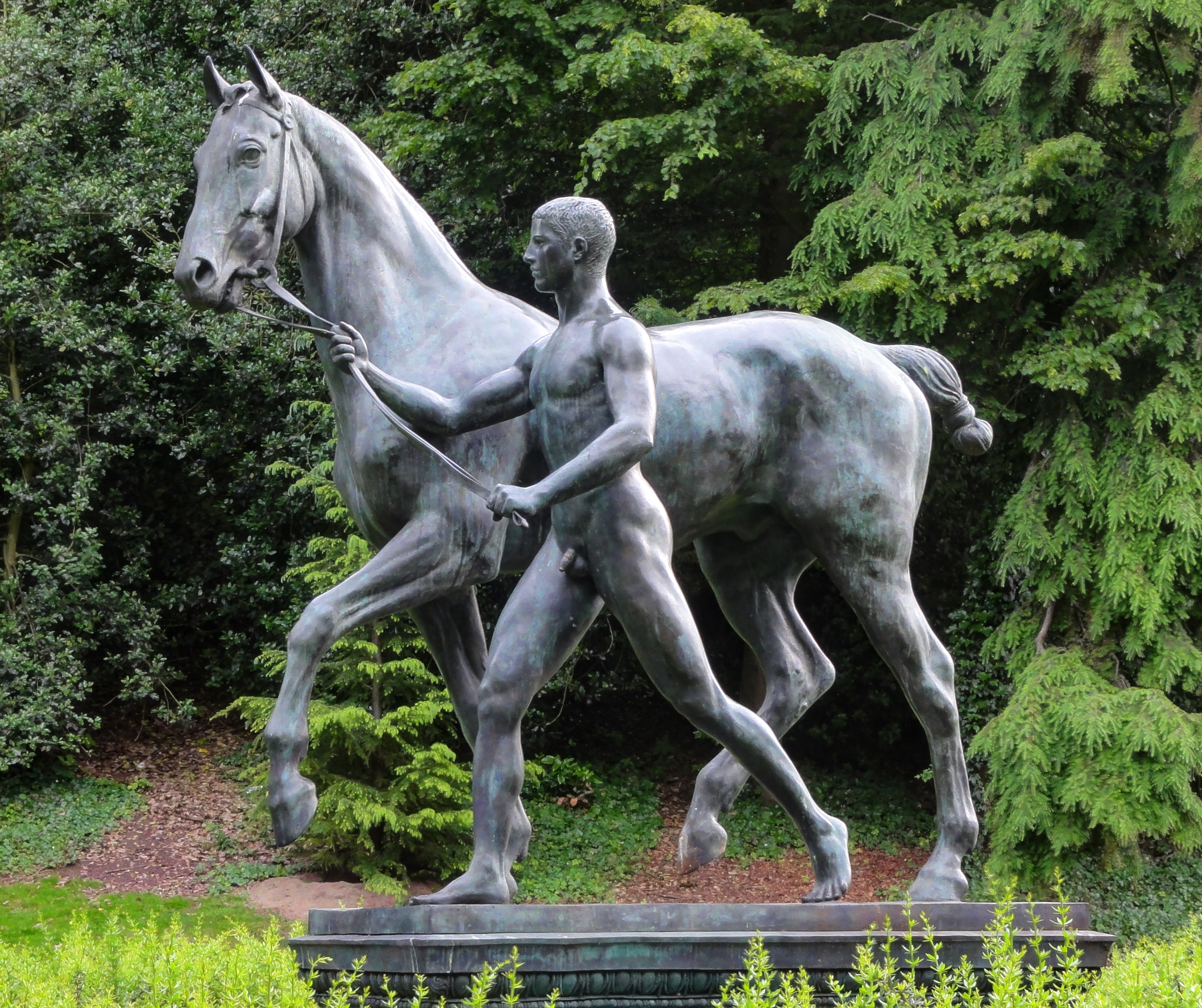
Der Rosselenker

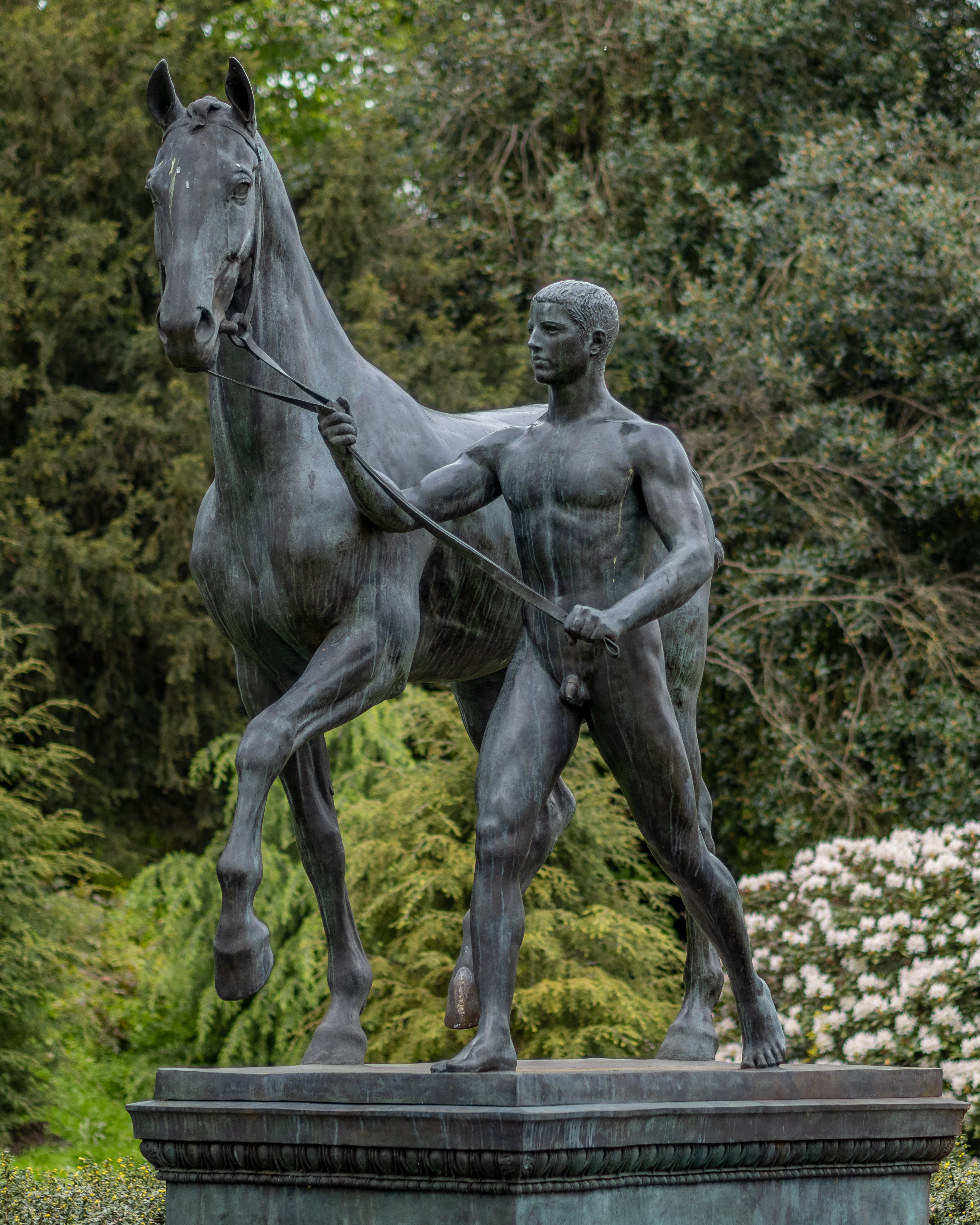
Der Rosselenker

Der Rosselenker ist eine bronzene Skulpturengruppe von Louis Tuaillon, die 1902 in den Wallanlagen (Bremen-Mitte) aufgestellt wurde. Sie steht unter Denkmalschutz.

## Geschichte
Franz Ernst Schütte, ein deutscher Kaufmann und Ölimporteur und ein bedeutender Mäzen der Stadt Bremen, stiftete die Freiplastik am Bischofstor unterhalb des Theaterbergs. Das Modell für die Skulptur schuf der in Rom lebende Berliner Bildhauer Louis Tuaillon. 1901 entstand der Bronzeguss durch R. Polzoni, Rom. Die Bronzegruppe steht auf einem gemauerten, mit Bronzeplatten verkleideten Sockel.
Während des Zweiten Weltkrieges befand sich die Bronzegruppe in der Kunsthalle und von 1951 bis 1953 im Übersee-Museum. Seit 1953 steht sie wieder am alten Standort. Beim Neubau der Fußgängerbrücke über den Stadtgraben wurde 1955 der Jüngling mit dem edlen Pferde lediglich etwas versetzt. Erhebliche Schäden an der Bronze, die durch den mangelhaften und geflickten Guss entstanden waren, mussten in den 1930er und 1980er Jahren behoben werden, und 1986 fertigte man einen dickwandigeren Abguss vom Original, den man seitdem am angestammten Ort dauerhaft zeigen kann.
Von Tuaillon stammt in Bremen zudem das Kaiser-Friedrich-Denkmal von 1905.
Der Rosselenker steht unter Bremer Denkmalschutz (Siehe dazu Liste der Kulturdenkmäler in Bremen-Mitte).

## Bedeutung und Stil
Der Rosselenker stand in der Mythologie für die Vernunft, die Rosse hierbei für die Triebe, die der Lenkung bedürfen. Homer bezeichnete im 8. Jahrhundert v. Chr. in der Odyssee den weisen und alten Nestor als Rosselenker. Plato führte aus, dass „die Seele gleiche der vereinten Kraft eines Gespanns geflügelter Rosse und seines Lenkers“.
Die Bremer Figurengruppe gehört zu einer kleinen Anzahl herausragender neoklassizistischer Skulpturen in Bremen, denen auch Touaillons Kaiser-Friedrich-Denkmal von 1905, Adolf von Hildebrands Bismarck-Denkmal und Hermann Hahns Moltke-Denkmal, beide 1910, zuzurechnen sind. Ihr Klassizismus beruht weniger auf einer formelhaften Übernahme von Motiven der Griechischen Plastik als vielmehr dem Ziel, Würde, Gemessenheit, Ausgewogenheit in Ausdruck und Haltung wiederzugeben. „Die bürgerliche Polis, die Disziplin bürgerlicher Lebenshaltung“ hat man in diesem Formideal ausgedrückt gesehen.
Rosselenker als Motiv für eine Skulptur im öffentlichen Raum waren und sind auch zu finden u. a. in München (1928), in Sankt Petersburg (Deutsche Botschaft, 1912/14) und im Nordpark Düsseldorf.